# Gangneung Ice Arena
Die Gangneung Ice Arena (koreanisch 강릉 아이스 아레나) ist eine Eissporthalle in der südkoreanischen Küstenstadt Gangneung. Sie wurde für die Olympischen Winterspiele 2018 erbaut. Am 14. Dezember 2016 wurde sie als erste neugebaute Austragungsstätte eingeweiht. Als Testevent fand darauf ein Wettkampf im Shorttrack-Weltcup 2016/17 statt. Sie war der Austragungsort für die Sportarten Eiskunstlauf und Shorttrack.
Die Gangneung Ice Arena zählt zwei Eisbahnen (60 m × 30 m), je eine für Trainings- und Wettkämpfe. Das Gebäude hat vier oberirdische und zwei unterirdische Stockwerke. Ein umweltfreundliches Kühlungssystem für das Eis wurde eingebaut. Nach den Spielen soll die Halle von der Bevölkerung als Freizeitanlage genutzt werden.